# Паранапанема (река)
Паранапанема (на португалски: Paranapanema) е река в югоизточната част на Бразилия, в щатите Сао Пауло и Парана, ляв приток на река Парана. Дължината ѝ е 929 km.
Река Паранапанема води началото си на 725 m н.в., от северните склонове на масива Сера до Паранапиакаба, съставна част от планинската верига Сера до Мар, разположена в крайната югоизточна част на Бразилското плато, в щата Сао Пауло. В най-горното си течение има северозападна посока, а след това – западна. От устието на левия си приток Итараре до вливането си в Парана служи за граница между щатите Сао Пауло и Парана. По цялото си протежение Паранапанема тече през Бразилското плато в предимно дълбока и тясна долина с множество бързеи и прагове. Влива се отляво в река Парана, на 252 m н.в., при малкия град Порто Сао Жозе.
Основни притоци: леви – Такуари (117 km), Итараре (150 km), Синзас (240 km), Тибажи (550 km, най-голям приток), Пирапо (168 km); десни – Итапетининга (161 km), Рио Пардо (264 km). Подхранването ѝ е предимно дъждовно с ясно изразено лятно пълноводие. Среден годишен отток при град Балса до Парапанам 1050 m³/s. По течението ѝ е изградена каскада от 4 големи язовира „Журимирин“, „Шавантис“, „Каноас 1“ и „Нантес“, като в основите на преградните им стени действат мощни ВЕЦ (най-голяма е ВЕЦ „Шавантис“ с мощност 400 Мвт). Последните 80 km от течението ѝ са плавателни за плитко газещи речни съдове.